# 肯尼思·法默
肯尼思·法默（英語：Kenneth Farmer，1912年7月26日—2005年1月12日），加拿大男子冰球运动员，场上位置是前锋。他曾代表加拿大参加1936年冬季奥林匹克运动会冰球比赛，获得一枚银牌。